# 1,2,3-triazol
El 1,2,3-triazol es uno de los 2 compuestos químicos isómeros con fórmula molecular C2H3N3 llamados triazoles, que tienen un anillo de cinco miembros de dos átomos de carbono y tres átomos de nitrógeno. El 1,2,3-triazol es un heterociclo aromático.
Los 1,2,3-triazoles sustituidos pueden ser producidos usando una azida y un alquino por la reacción de Huisgen en la que se produce una reacción de cicloadición 1,3-dipolar.
El 1,2,3-triazol se usa en la investigación como un componente básico de compuestos químicos más complejos, como los fármacos tazobactam.

## Síntesis
El 1,2,3-triazol sustituido puede prepararse usando la Cicloadición de Huisgen azida-alquino, que es una cicloadición 1,3-dipolar entre un alquino y una azida. Se esquematiza en la siguiente figura:
La reacción no es regioselectiva: la fracción alquino R2 puede estar unido al átomo de carbono en la posición 4 o 5, como se muestra en la siguiente reacción:
También hay una variante que hace uso de un catalizador de cobre (I), por ejemplo cloruro de cobre (I) o yoduro de cobre (I), lo que permite que la reacción se pueda llevar a temperatura ambiente. Esa reacción es regioselectiva: simplemente da los triazoles 1,4-disustituidos. Otra variación utiliza un complejo de rutenio como catalizador, tal como Cp*RuCl(PPh3)2, Cp*Ru(COD) y Cp*[RuCl4], estos dan lugar a la formación exclusiva de triazoles 1,5-disustituidos. El mecanismo de reacción de estas variantes es diferente de la de la cicloadición de Huisgen anteriormente comentada.

## Propiedades
El 1,2,3-triazol tiene dos tautómeros: el 1H y el 2-H:
Es una estructura sorprendentemente estable en comparación con otros compuestos orgánicos con tres átomos de nitrógeno adyacentes. Sin embargo, la pirólisis flash al vacío a 500 °C conduce a la pérdida de nitrógeno molecular (N2) para producir aziridina. Ciertos triazoles son relativamente fáciles de escindir debido a la denominada tautomería cadena-anillo. Una manifestación se encuentra en la Transposición de Dimroth.